# Le Fantôme du miroir

Le Fantôme du miroir est un livre de la collection Chair de Poule (Goosebumps, en anglais), créée et écrite par l'auteur R. L. Stine. Dans la collection française Bayard Poche, ce livre est le 74e de la collection. Il est traduit de l'américain par Yannick Surcouf.
La couverture du livre montre un monstre hideux - le crâne chauve, les yeux parfaitement orange -, obèse, sans lèvres, avec de grosses pinces rouges en guise de mains. Cette illustration est une représentation parfaite de la description qu'en fait RL Stine dans ce livre, au chapitre 21.
En américain, le titre de ce livre est Ghost in the mirror - littéralement : Fantôme dans le miroir. Il est le 25e livre de la série de RL Stine Goosebumps series 2000. Il a été publié pour la première fois en 2000. Le livre se constitue de 34 chapitres - sur 108 pages.

## Résumé
Jason est un garçon de 12 ans qui vit avec ses parents et sa grande sœur. Cette dernière passe son temps à lui jouer des tours - à le faire hurler de terreur ; à se moquer de lui... Un jour, ses parents lui font une surprise : ils lui ont remplacé tous les meubles de sa chambre ! Parmi eux : un miroir. Un beau grand miroir. Jason découvre sur le sol, au pied de cet imposant miroir, un papier - ces mots y sont écrits à la main : 
« Prends garde, si tu l'apportes dans ta maison, c'est la mort que tu laisses entrer »
Bien qu'il soit certain que sa sœur lui a joué ce mauvais tour, les sérieux ennuis commencent... Son meilleur ami et son chien - d'habitude tous deux adorables et craintifs ! - deviennent enragés et d'une extrême violence avec Jason, une fois qu'ils sont restés seuls devant le miroir... Jason entend la nuit des voix l'appelant en provenance du miroir... qui, la nuit - Jason le découvre avec stupeur - ne reflète plus rien, devient d'un noir encre total ! Mais le pire reste encore à venir...

## Remarques
- Ce Chair de Poule est l'un des plus violents en matière de description - notamment la lutte finale, pendant laquelle Jason arrache les yeux du monstre. Un des Chair de poule encore plus violent en matière de description que celui-ci : La Bête de la cave.

- Ce livre n'eut pas d'adaptation dans la série télévisée Chair de Poule, l'histoire n'étant pas encore écrite à l'époque de la série.

## Liens
- Ressources relatives à la littérature :   - Internet Speculative Fiction Database
  - NooSFere